# 안드레아스 에렛

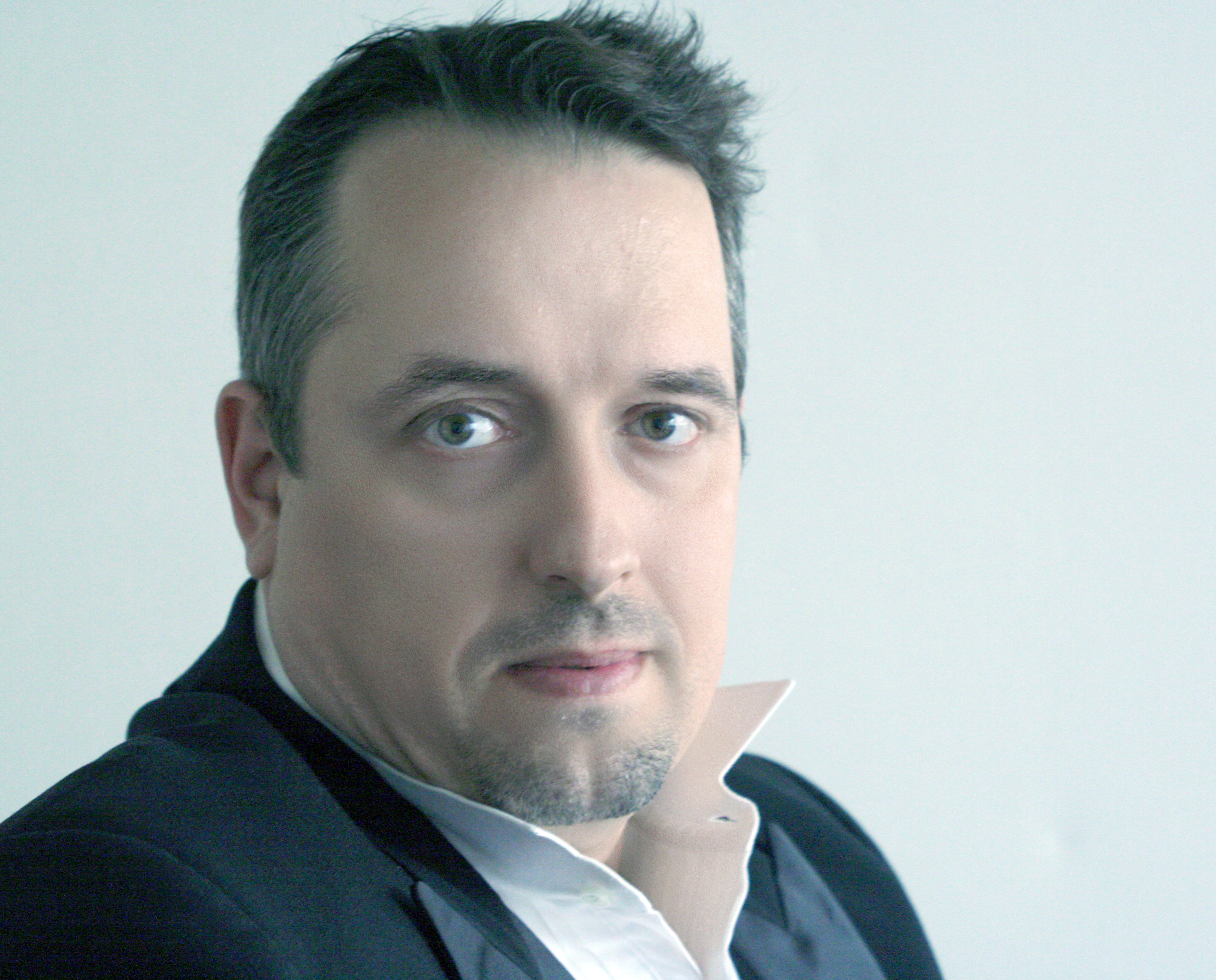
피아니스트 안드레아스 에렛 (독일)

안드레아스 에렛(독일어: Andreas Ehret, 1967년 10월 11일~)은 독일 출신의 피아노 연주자이다.

## 생애
독일 하이델베르크 출생으로 뷔르쯔부르그 국립 음악대학교에서 마르타 소신스카(Marta Sosinska)를 사사하고 뒤셀도르프 로베르트 슈만 국립 음악 대학교에서 데이빗 레빈(David Levine)과 로베르토 스치돈(Roberto Szidon)를 사사하였다. 8세 때 첫 독주회를 시작으로 전 유럽, 미국과 아시아에서 다수의 연주를 하였으며 쾰른 방송교향악단, 쾰른 교향악단, 마인츠 실내악단, 하이델베르크 심포니 오케스트라, 뒤셀도르프 심포니 오케스트라, 베스트팔렌 심포니 오케스트라 등과 협연은 특히 큰 호평을 받았다. 바흐에서 크세나키스에 이르는 넓은 레퍼토리로 관객을 만나고 있는 그는 성악가 앤토니 벌드윈, 한스 요아힘 바이어르, 읻가 코와지코와의 성악작품의 구조 및 음악 형태 분석과 성악기법 및 반주기법에 관한 마스터클래스에 교수로 초빙되었으며 성악, 실내악 등 여러 장르와의 다양한 음악활동을 통해 또다른 그의 음악세계를 보여주고 있다.
스위스 Tibor Vagar Festival Sion, 독일 International Piano Summer Kleve, 독일 Mendelssohn Festival Cologne, 이스라엘 Rehovot Music Summer,독일 Altstadt Herbst Düsseldorf, Tage für Neue Musik Recklinghausen, Ratinger Bachtage, Forum für Neue Musik Dortmund, WestfalenClassics Festival 독일 등에는 정기적으로 초청되어 매스터클래스와 연주를 하고 있으며 국내 및 국제 피아노 콩쿠르에도 심사위원으로 위촉되었다.
1997-2013년 호서대학교 음대에서 교수로 그리고 2008-2012년 국민대학교 음악학부 강사로 역임했다.